# Whitewalls Burn
Der Whitewalls Burn ist ein etwa 4,5 km langer Wasserlauf in Northumberland in England. Er entsteht südöstlich des Whitfield Law und fließt zunächst in nordöstlicher und ab dem Longcleuch Bolt in östlicher Richtung bis zu seiner Mündung linksseitig in den River West Allen.